# Funkturm
De Funkturm (radiotoren) is een zendmast in Berlijn, die tussen 1924 en 1926 door Heinrich Straumer werd gebouwd. Hij kreeg de bijnaam "der lange Lulatsch" ("lange knul") en is een van de bekendste aandachtspunten in de stad Berlijn. Hij is gebouwd op een tentoonstellingsterrein in het district Charlottenburg-Wilmersdorf. Op 3 september 1926 werd de toren ingehuldigd ter gelegenheid van de derde "Grossen Deutschen Funkausstellung" (derde Grote Duitse radiotentoonstelling). De toren is nu een beschermd monument.
De toren is gebouwd als een staalconstructie en lijkt op de Eiffeltoren in Parijs. De 150 m hoge en ongeveer 600 ton wegende toren was oorspronkelijk uitsluitend bedoeld als zendmast, maar er zijn in de loop der tijd delen aan toegevoegd als een restaurant op ongeveer 52 m hoogte, en een observatiedek op een hoogte van zo'n 125 m.
Bezoekers bereiken het restaurant en het observatiedek door middel van een lift die vier meter per seconde aflegt. De Funkturm heeft twee zeer opmerkelijke structurele kenmerken.
Ten eerste is hij gebouwd op een vierkant vlak van slechts 20 meter per zijde. De verhouding van horizontale afmeting tot hoogte is 1 : 6,9. Ter vergelijking: de Eiffeltoren is gebouwd op een vierkant van 129 meter per zijde, met een horizontale tot verticale verhouding van 1 : 2,3.
Ten tweede is de toren (waarschijnlijk) de enige observatietoren ter wereld die op porseleinen isolatoren is gebouwd. Hij werd ontworpen als steuntoren voor een T-antenne voor de middengolf, en de isolatie was bedoeld om energieverlies via de toren te verhinderen. Dit bleek echter onpraktisch omdat de bezoekers aan enorme elektrische schokken blootgesteld zouden worden. Later werd de toren geaard via de liftschacht.
De gebruikte isolatoren werden vervaardigd in "Koeniglich Preussische Porzellanmanufaktur" (de Koninklijke Pruisische Porseleinfabriek). Op 22 maart 1935 werd het eerste televisieprogramma ter wereld via een antenne boven in de toren uitgezonden.
Sinds 1962 wordt de toren niet meer gebruikt voor het uitzenden van televisiesignalen. Sinds 1973 dient de Funkturm ook niet meer als zendtoren voor het uitzenden van radiosignalen, maar wordt hij nog wel gebruikt als relaispost voor amateurradio, politieradio, en mobiele telefoondiensten. De laatste volledige vernieuwing gebeurde in het jaar 1987 ter gelegenheid van de 750e verjaardag van de stichting van Berlijn.

## Afmetingen van de toren
- keuken op: 48,1 m
- restaurant op: 51,6 m
- observatieplatform op: 124 m
- torenschacht: 129 m
- toren: 150 m
- gewicht: 600 ton

## Geschiedenis van de Funkturm
- December 1924. Na afloop van de Eerste Radiotentoonstelling werd met de bouw van de Funkturm begonnen. Voor deze tentoonstelling, op de plaats van de huidige toren, werd een mast van 120 meter opgericht, die als kraan diende voor de bouw van de toren.
- April 1925. De Funkturm wordt opgeleverd.
- 25 september 1925. Ingebruikneming van de middengolfzender, frequentie 520,8 kHz. Eén enkele T-antenne werd bevestigd tussen de top van de toren en een 80 meter hoge getuide stalen mast.
- 1925 - 1926: Om bezoekers tegen elektriciteitsgevaren te beschermen, werd de toren geaard via de liftschacht, hoewel dit de zendmogelijkheden van de radiozender buiten het centrum van Berlijn beperkte.
- 28 maart 1926: Goedkeuring van de toren door de bouwbureaus.
- 3 september 1926: Toren voor het publiek opengesteld bij de opening van de Derde Grote Duitse Radiotentoonstelling.
- 1929: Retuning van de middengolfzender naar 716 kHz; de eerste test als televisiezendmast.
- 20 december 1933. De nieuwe grote zender in Tegel neemt de uitzendingen van de Funkturm over. Vanaf dat moment is de middengolfzender op de toren slechts een reservezender voor Tegel.
- 1934. Retuning van de middengolfzender (als reserve voor Tegel), naar 834 kHz.
- 22 maart 1935. Via een antenne aan de top van de toren wordt het eerste geregelde televisieprogramma ter wereld uitgezonden
- 22 augustus 1935. Een grote brand in de tentoonstellingszaal bij de Funkturm vernietigt alle zendapparaten in de toren. Door vliegende vonken brandt ook het torenrestaurant uit.
- 23 december 1935. Hervatting van de televisie-uitzendingen.
- 1938. Televisiezendapparatuur uit de toren verwijderd.
- 1939 - 1945: De toren dient als waarschuwing- en observatiepost.
- 19 april 1945. Projectielen vernietigen een van de vier poten van de toren op een hoogte van 38 meter. Het restaurant brandt opnieuw uit.
- 1945. Reparatie van de vernietigde torenpoot met 800 kg (0,8 ton) aan bouten en 7,2 ton staal.
- 1948. Experimenten met een radiotransmissie naar het Harzgebergte.
- 28 mei 1950. Het torenrestaurant wordt heropend.
- 1951. Montage van een antenne aan de top van de toren voor de uitzending van FM-radio en televisieprogramma's. Met deze antenne werd de toren de toren ongeveer 12 meter langer: van 138 meter naar 150 meter.
- 1 oktober 1951. Hervatting van de televisie-uitzendingen die door de Tweede Wereldoorlog en de periode direct daarna waren onderbroken.
- 15 mei 1963. Na de bouw van de 230 meter hoge zendmast nabij Scholzplatz, waren de geregelde uitzendingen van televisie- en radioprogramma's via de toren bijna afgelopen.
- 1973. Einde van alle reguliere uitzendingen via de Funkturm.
- 1989. Verwijdering van de laatste zenders van de radio- en televisietoren.